# GI-3722
La carretera 
 GI-3722  es una vía local dependiente de la Diputación Foral de Guipúzcoa que une las poblaciones de Andoáin, Urnieta y Hernani. Antes de la construcción de la Autovía del Urumea, esta carretera fue parte de la red básica como  GI-131  (denominada  C-131  previamente a la transferencia de las carreteras comarcales a las diputaciones).
Cabe mencionar que, hasta que en 1846 se construye el desvío de la ruta Madrid-Irún por Lasarte-Oria, San Sebastián, Rentería y Gainchurizqueta, dicha ruta discurría por esta carretera.

## Trazado
| Velocidad | Esquema | Carretera que enlaza                                      |
| --------- | ------- | --------------------------------------------------------- |
|           |         | A-15 San Sebastián - Andoáin GI-2132 Hernani              |
|           |         | Urnieta GI-3832 Lasarte-Oria GI-3721 Xoxoka               |
|           |         | A-15 San Sebastián - Andoáin Polígono Erratzu             |
|           |         | Polígono Ergoien GI-3721 Xoxoka (Alto de Iruráin - 101 m) |
|           |         | A-15 Andoáin Polígono Aranaztegi                          |
|           |         | Andoáin                                                   |
|           |         | Polígono Illarramendi Buruntza                            |
|           |         | A-15 Pamplona - San Sebastián N-I Vitoria - San Sebastián |